# Konradin Leiner
Markus Wolfgang Konradin Leiner alias QRT (gesprochen Kurt, auch Qrt, Qurt oder Kurt Leiner; * 2. Juni 1965 in Scherzingen; † Oktober 1996 in Berlin) war ein deutscher Autor und Philosoph.

## Leben
Leiner stammte aus einer Konstanzer Apothekerfamilie; er war ein Enkel von Bruno Leiner. Er wuchs in Konstanz auf und studierte von 1986 bis 1992 Philosophie und Linguistik an der Freien Universität in Berlin, unter anderem bei Dietmar Kamper. In Berlin führte er ein subkulturelles Leben als Comiczeichner, Journalist, Drogendealer, Musiker in einer Frauenband, Philosoph und Schriftsteller. Zeitweise war er Miteigentümer und Barkeeper der Schöneberger Kneipe Ex & Pop. 1994 spielte er die Hauptrolle in Oskar Roehlers Debütfilm Gentleman.
Leiner war 1988–1989 temporäres Redaktionsmitglied der Zeitschrift für Notwehr und Philosophie – MINERVA, in der er erste essayistische Texte publizierte. Seit 1995 war er verantwortlicher Redakteur des von ihm mitaufgebauten (030) Magazins. 1996 starb er an einer Hepatitis C nach einer Überdosis Heroin. Er verfügte in einem mit dem eigenen Blut unterzeichneten Testament, dass ihm nach dem Tod die Haut abgezogen und seine tätowierte Haut aufbewahrt würde. Seine Mutter setzte diesen Wunsch trotz Rechtsverstößen durch und bewahrt die Haut in ihrem Haus in Konstanz auf.
Seit 1999 erschienen aus seinem Nachlass vier Textbände im Berliner Merve Verlag, herausgegeben von seinen Freunden Tom Lamberty und Frank Wulf. In seiner ersten veröffentlichten Schrift Schlachtfelder der elektronischen Wüste vergleicht er unter anderem General Norman Schwarzkopf und Arnold Schwarzenegger als mediale Ausprägungen des modernen Helden und verschiedene Formen der Fitness.
Am 5. Juni 2025 kam der Dokumentarfilm QRT: Zeichen, Zombie, Teqno - Ein Nekrolog von Manuel Stettner in die deutschen Kinos.

## Werke
- Schlachtfelder der elektronischen Wüste. Schwarzkopf, Schwarzenegger, Black Magic Johnson. Merve Verlag, Berlin 1999, ISBN 3-88396-152-3
- Tekknologic Tekknowledge Tekgnosis. Ein Theoremix. Merve Verlag, Berlin 1999, ISBN 3-88396-154-X
- Drachensaat. Der Weg zum nihilistischen Helden. Merve Verlag, Berlin 2000, ISBN 3-88396-163-9
- Zombologie. Teqste. Merve Verlag, Berlin 2007, ISBN 978-3-88396-226-9